# Mato Queimado
Mato Queimado är en kommun i Brasilien.   Den ligger i delstaten Rio Grande do Sul, i den södra delen av landet, 1 600 km sydväst om huvudstaden Brasília. Antalet invånare är 1 799.
Trakten runt Mato Queimado består till största delen av jordbruksmark. Runt Mato Queimado är det glesbefolkat, med 17 invånare per kvadratkilometer.